# Reconhecimento de padrões
Reconhecimento de padrões é uma área da ciência cujo objetivo é a classificação de objetos dentro de um número de categorias ou classes. Esses objetos de estudo variam de acordo com cada aplicação, podem ser imagens, sinais em forma de ondas (como voz, luz, rádio) ou qualquer tipo de medida que necessite ser classificada. Tendo aplicação em vários campos, tais como psicologia, etologia e ciência da computação.
O reconhecimento de padrões tem uma longa história, mas antes de 1960 era formada principalmente por estatística teórica. O surgimento de computadores aumentou a demanda por aplicação práticas capazes de reconhecer padrões, que criaram novas demandas por desenvolvimentos teóricos. Como nossa sociedade evolui de uma fase industrial para uma fase pós-industrial, automação da produção industrial e a necessidade de modelos capazes de lidar com e recuperar informação se tornar cada vez mais importantes. Essa tendência estimula o reconhecimento de padrões para além dos limites de conhecimento e aplicação de hoje. Reconhecer padrões é hoje uma parte fundamental da maior parte dos sistemas de tomada de decisão.
Um sistema completo de reconhecimento de padrões consiste de um sensor que obtém observações a serem classificadas ou descritas; um mecanismo de extração de características que computa informações numéricas ou simbólicas das observações; e um esquema de classificação das observações, que depende das características extraídas.
O esquema de classificação é geralmente baseado na disponibilidade de um conjunto de padrões que foram anteriormente classificados, o "conjunto de treinamento"; o resultado do aprendizado é caracterizado como um aprendizado supervisionado. O aprendizado pode também ser não supervisionado, de forma que o sistema não recebe informações a priori dos padrões, estabelecendo então as classes dos padrões através de análise de padrões estatísticos.

## Aplicações
Aplicações típicas do reconhecimento de padrões incluem reconhecimento de fala, classificação de documentos em categorias (por exemplo, mensagens de correio eletrônico que são spam ou não), reconhecimento de escrita, reconhecimento de faces. Os últimos dois temas são tópicos do campo de processamento de imagens.